# Kusnal, Athni
Kusnal là một làng thuộc tehsil Athni, huyện Belgaum, bang Karnataka, Ấn Độ.